# Сны (рассказ)
«Сны» — рассказ русского писателя Ивана Бунина, опубликованный в 1904 году.

## История создания и публикации
Рассказ «Сны» был опубликован в горьковском сборнике «Знание» за 1903 год в 1904 году. Он был объединён с рассказом «Золотое дно» под общим названием «Чернозём». Изначально Бунин планировал и обещал отправить для первого номера этого сборника свой рассказ «В хлебах» (впоследствии публиковавшийся под названием «Далёкое»), но в нужные сроки не сумел закончить его и отправил вместо него два очерка, о чём сообщил Горькому и Пятницкому. 
«Сны» впервые были напечатаны в то время, когда Бунин находился в Ницце и поэтому не мог их откорректировать. В последующие публикации были внесены авторские корректировки. «Сны» были включены в сборник «Петлистые уши», вышедший в 1954 году в Нью-Йорке («Издательство имени Чехова»).

## Сюжет
Рассказ ведётся от первого лица. Герой ночует на железнодорожной станции. Проснувшись он встречает мещанина, у которого жена умирает при родах, и тот стремится в город за доктором. Они садятся на подоспевший поезд. Кто-то из пассажиров рассказывает историю о старом священнике из Епифани, который занемог и стал уже готовиться к смерти. Ночью в видении к нему явилась покойная дочь, которая позвала его в церковь. Он идёт туда и видит там, подходя к церкви, огонёк, будто бы покойник там на ночь оставлен. Но его там нет и неясно, кто зажёг свет. Вдруг из самого алтаря выходит огромный красный петух, а за ним белый и чёрный. Священник опускается на колени, обращается к богу и вместо петухов видит седого монашка.
Рассказчика перебивает мещанин, называя его историю суеверием. Они переругиваются, мещанин в досаде упоминает о своей беде и вскользь упоминает о своём сне: будто обрили его наголо и все зубы вынули, но не находит сочувствия. Желавшие дослушать стиснулись подле рассказчика, а когда герой хочет также примкнуть к ним, ему отвечают, что «не господское это дело мужицкие побаски слушать». Как ни пытался он вслушаться в негромкое продолжение рассказа про петухов, так и не сумел этого сделать..

## Критика
Весь первый сборник «Знания» привлёк широкое внимание критиков, в том числе и включённые в него рассказы Бунина. Критик Александр Амфитеатров выделял лаконичность и эскизность языка писателя. Новую для Бунина, социальную тематику, среди прочих рецензентов, отмечал и Михаил Неведомский. Писатель Владимир Короленко напротив отрицательно отозвался о рассказах «Чернозёма», охарактеризовав их «лёгкими виньетками», представляющими собой лишь описания природы с лирическими вздохами об ушедшем. Бунин в ответ на эту критику Короленко, которого сильно уважал, обвинил его в сильном искажении смысла его «Чернозёма». Писатель Антон Чехов, мнение которого Бунин очень высоко ценил, назвал «Чернозём» великолепным и рекомендовал его к прочтению в письме к Амфитеатрову.